# Robert Ergas
Robert Ismael Ergas Moreno (ur. 15 stycznia 1998 w Montevideo) – urugwajski piłkarz występujący na pozycji lewego obrońcy lub lewego pomocnika, od 2023 roku zawodnik meksykańskiego Pumas UNAM.